# ويليام إدموندسون
ويليام إدموندسون (بالإنجليزية: William Edmondson)‏ هو مهندس ومهندس الصوت أمريكي، ولد في 4 يوليو 1906 في هيوستن في الولايات المتحدة، وتوفي في 18 أبريل 1998 في بورتلاند في الولايات المتحدة.

## وصلات خارجية
- ويليام إدموندسون على موقع IMDb (الإنجليزية)
- ويليام إدموندسون على موقع قاعدة بيانات الفيلم (الإنجليزية)